# PARABLEPSIA
『PARABLEPSIA』（パラブレプシア）は、川田まみの5枚目のオリジナルアルバム。2015年9月16日にNBCユニバーサル・エンターテイメントジャパンより発売された。

## 概要
4thアルバム『SQUARE THE CIRCLE』から約3年ぶり、ベストアルバム『MAMI KAWADA BEST BIRTH』から約2年7ヶ月ぶりのリリースとなるオリジナルアルバム。
4thアルバム以降にリリースされたシングル表題曲3曲の中からは「Break a spell」のみが収録となり、「FIXED STAR」と「Gardens」、それぞれのカップリング曲は未収録。また、ベストアルバムに収録された「Borderland」が再収録され、タイヨーエレックのパチンコ機『CRブラックラグーン2』のテーマソングとして公開されるもCD化されていなかった「here.」「HOWL」も収録されている。
なお、タイトルの「PARABLEPSIA」とは英語で「錯視」の意。
初回限定盤は3Dジャケット仕様となっている。

## 収録曲
※ 全作詞：川田まみ
1. parablepsia [4:43]
  - 作曲・編曲：高瀬一矢
2. Borderland [3:43]
  - 作曲：中沢伴行、編曲：高中崎伴武矢
  - テレビアニメ『ヨルムンガンド』オープニングテーマ
3. I...civilization [4:40]
  - 作曲：高瀬一矢、編曲：HARD STUFF
4. fly blind [4:49]
  - 作曲・編曲：尾崎武士
5. Eager Eyes [4:44]
  - 作曲：中沢伴行、編曲：中沢伴行・尾崎武士
6. PIST [5:26]
  - 作曲・編曲：井内舞子
7. Enchantress [4:37]
  - 作曲：C.G mix、編曲：C.G mix・尾崎武士
8. here. [4:32]
  - 英訳：seven-lon、作曲：中沢伴行、編曲：中沢伴行・尾崎武士
  - パチンコ『CRブラックラグーン2』テーマソング
9. HOWL [5:11]
  - 作曲・編曲：高瀬一矢
  - パチンコ『CRブラックラグーン2』テーマソング
10. Replica_nt [4:54]
  - 作曲・編曲：高瀬一矢
11. It's no big deal [4:21]
  - 作曲・編曲：井内舞子
12. Break a spell [4:08]
  - 作曲：尾崎武士、編曲：尾崎武士・中沢伴行
  - テレビアニメ『東京レイヴンズ』後期エンディングテーマ
13. Dendritic Quartz [5:07]
  - 作曲・編曲：中沢伴行